# NGC 529
NGC 529 је елиптична галаксија у сазвежђу Андромеда која се налази на NGC листи објеката дубоког неба.
Деклинација објекта је + 34° 42' 47" а ректасцензија 1h 25m 40,2s. Привидна величина (магнитуда) објекта NGC 529 износи 12,2 а фотографска магнитуда 13,2. NGC 529 је још познат и под ознакама UGC 995, MCG 6-4-19, CGCG 521-23, HCG 10B, PGC 5299.